# Lijst van Duitse ministers van Arbeid en Sociale Zaken

## Rijksministers van Arbeid van deWeimarrepubliek(1919–1933)
| Nr.   | Rijksminister van Arbeid Reichsminister des Arbeit | Rijksminister van Arbeid Reichsminister des Arbeit | Rijksminister van Arbeid Reichsminister des Arbeit | Ambtstermijn     | Ambtstermijn     | Partij(en) | Rijks- kanselier(s)               | Kabinet(ten) |
| ----- | -------------------------------------------------- | -------------------------------------------------- | -------------------------------------------------- | ---------------- | ---------------- | ---------- | --------------------------------- | ------------ |
| 1     |                                                    | Gustav Bauer                                       | Gustav Bauer (1870–1944)                           | 13 februari 1919 | 20 juni 1919     | SPD        | Philipp Scheidemann (1919)        | Scheidemann  |
| 2     |                                                    |                                                    | Alexander Schlicke (1863–1940)                     | 20 juni 1919     | 20 juni 1920     | SPD        | Gustav Bauer (1919–1920)          | Bauer        |
| 2     | Hermann Müller (1920)                              | Müller I                                           | Alexander Schlicke (1863–1940)                     | 20 juni 1919     | 20 juni 1920     | SPD        |                                   |              |
| 3     |                                                    | Heinrich Brauns                                    | Heinrich Brauns (1868–1939)                        | 20 juni 1920     | 12 juni 1928     | DZ         | Constantin Fehrenbach (1920–1921) | Fehrenbach   |
| 3     | Joseph Wirth (1921–1922)                           | Heinrich Brauns                                    | Heinrich Brauns (1868–1939)                        | 20 juni 1920     | 12 juni 1928     | DZ         | Wirth I                           |              |
| 3     | Joseph Wirth (1921–1922)                           | Heinrich Brauns                                    | Heinrich Brauns (1868–1939)                        | 20 juni 1920     | 12 juni 1928     | DZ         | Wirth II                          |              |
| 3     | Wilhelm Cuno (1922–1923)                           | Heinrich Brauns                                    | Heinrich Brauns (1868–1939)                        | 20 juni 1920     | 12 juni 1928     | DZ         | Cuno                              |              |
| 3     | Gustav Stresemann (1923)                           | Heinrich Brauns                                    | Heinrich Brauns (1868–1939)                        | 20 juni 1920     | 12 juni 1928     | DZ         | Stresemann I                      |              |
| 3     | Gustav Stresemann (1923)                           | Heinrich Brauns                                    | Heinrich Brauns (1868–1939)                        | 20 juni 1920     | 12 juni 1928     | DZ         | Stresemann II                     |              |
| 3     | Wilhelm Marx (1923–1925)                           | Heinrich Brauns                                    | Heinrich Brauns (1868–1939)                        | 20 juni 1920     | 12 juni 1928     | DZ         | Marx I                            |              |
| 3     | Wilhelm Marx (1923–1925)                           | Heinrich Brauns                                    | Heinrich Brauns (1868–1939)                        | 20 juni 1920     | 12 juni 1928     | DZ         | Marx II                           |              |
| 3     | Hans Luther (1925–1926)                            | Heinrich Brauns                                    | Heinrich Brauns (1868–1939)                        | 20 juni 1920     | 12 juni 1928     | DZ         | Luther I                          |              |
| 3     | Hans Luther (1925–1926)                            | Heinrich Brauns                                    | Heinrich Brauns (1868–1939)                        | 20 juni 1920     | 12 juni 1928     | DZ         | Luther II                         |              |
| 3     | Wilhelm Marx (1926–1928)                           | Heinrich Brauns                                    | Heinrich Brauns (1868–1939)                        | 20 juni 1920     | 12 juni 1928     | DZ         | Marx III                          |              |
| 3     | Wilhelm Marx (1926–1928)                           | Heinrich Brauns                                    | Heinrich Brauns (1868–1939)                        | 20 juni 1920     | 12 juni 1928     | DZ         | Marx IV                           |              |
| 4     |                                                    | Rudolf Wissell                                     | Rudolf Wissell (1869–1962)                         | 28 juni 1928     | 27 maart 1930    | SPD        | Hermann Müller (1928–1930)        | Müller II    |
| 5     |                                                    | Adam Stegerwald                                    | Adam Stegerwald (1874–1945)                        | 27 maart 1930    | 1 juni 1932      | DZ         | Heinrich Brüning (1930–1932)      | Brüning I    |
| 5     | Brüning II                                         | Adam Stegerwald                                    | Adam Stegerwald (1874–1945)                        | 27 maart 1930    | 1 juni 1932      | DZ         | Heinrich Brüning (1930–1932)      |              |
| [ 1 ] |                                                    | Hermann Warmbold                                   | Hermann Warmbold (1876–1976)                       | 1 juni 1932      | 6 juni 1932      | O          | Franz von Papen (1932)            | Papen        |
| 6     |                                                    | Hugo Schäffer                                      | Hugo Schäffer (1875–1945)                          | 6 juni 1932      | 17 november 1932 | O          | Franz von Papen (1932)            | Papen        |
| 7     |                                                    | Friedrich Syrup                                    | Friedrich Syrup (1881–1945)                        | 3 december 1932  | 30 januari 1933  | O          | Kurt von Schleicher (1932–1933)   | Schleicher   |

## Rijksminister van Arbeid vanNazi-Duitsland(1933–1945)
| Nr. | Rijksminister van Arbeid Reichsminister des Arbeit | Rijksminister van Arbeid Reichsminister des Arbeit | Rijksminister van Arbeid Reichsminister des Arbeit | Ambtstermijn    | Ambtstermijn | Partij(en) | Rijks- kanselier(s)      | Kabinet(ten) |
| --- | -------------------------------------------------- | -------------------------------------------------- | -------------------------------------------------- | --------------- | ------------ | ---------- | ------------------------ | ------------ |
| 1   |                                                    | Franz Seldte                                       | Franz Seldte (1882–1947)                           | 30 januari 1933 | 23 mei 1945  | NSDAP      | Adolf Hitler (1933–1945) | Hitler       |
| 1   | Joseph Goebbels (1945)                             | Franz Seldte                                       | Franz Seldte (1882–1947)                           | 30 januari 1933 | 23 mei 1945  | NSDAP      | Goebbels                 |              |
| 1   | Lutz Schwerin von Krosigk (1945)                   | Franz Seldte                                       | Franz Seldte (1882–1947)                           | 30 januari 1933 | 23 mei 1945  | NSDAP      | Schwerin                 |              |

## Bondsministers van Arbeid en Sociale Zaken van deBondsrepubliek Duitsland(1949–heden)
| Nr.   | Bondsminister van Arbeid Bundesminister für Arbeit                                           | Bondsminister van Arbeid Bundesminister für Arbeit                                           | Bondsminister van Arbeid Bundesminister für Arbeit                                           | Ambtstermijn                  | Ambtstermijn      | Partij(en)      | Bonds- kanselier(s)          | Kabinet(ten) |
| ----- | -------------------------------------------------------------------------------------------- | -------------------------------------------------------------------------------------------- | -------------------------------------------------------------------------------------------- | ----------------------------- | ----------------- | --------------- | ---------------------------- | ------------ |
| 1     |                                                                                              | Anton Storch                                                                                 | Anton Storch (1892–1975)                                                                     | 15 september 1949             | 29 oktober 1957   | CDU             | Konrad Adenauer (1949–1963)  | Adenauer II  |
| 1     | Adenauer II                                                                                  | Anton Storch                                                                                 | Anton Storch (1892–1975)                                                                     | 15 september 1949             | 29 oktober 1957   | CDU             | Konrad Adenauer (1949–1963)  |              |
| Nr.   | Bondsminister van Arbeid en Sociale Zaken Bundesminister für Arbeit und Soziales             | Bondsminister van Arbeid en Sociale Zaken Bundesminister für Arbeit und Soziales             | Bondsminister van Arbeid en Sociale Zaken Bundesminister für Arbeit und Soziales             | Ambtstermijn                  | Ambtstermijn      | Partij(en)      | Bonds- kanselier(s)          | Kabinet(ten) |
| 2     |                                                                                              | Theodor Blank                                                                                | Theodor Blank (1905–1972)                                                                    | 29 oktober 1957               | 26 oktober 1965   | CDU             | Konrad Adenauer (1949–1963)  | Adenauer III |
| 2     | Adenauer IV                                                                                  | Theodor Blank                                                                                | Theodor Blank (1905–1972)                                                                    | 29 oktober 1957               | 26 oktober 1965   | CDU             | Konrad Adenauer (1949–1963)  |              |
| 2     | Adenauer V                                                                                   | Theodor Blank                                                                                | Theodor Blank (1905–1972)                                                                    | 29 oktober 1957               | 26 oktober 1965   | CDU             | Konrad Adenauer (1949–1963)  |              |
| 2     | Ludwig Erhard (1963–1966)                                                                    | Theodor Blank                                                                                | Theodor Blank (1905–1972)                                                                    | 29 oktober 1957               | 26 oktober 1965   | CDU             | Erhard I                     |              |
| 3     | Ludwig Erhard (1963–1966)                                                                    |                                                                                              | Hans Katzer                                                                                  | Hans Katzer (1919–1996)       | 26 oktober 1965   | 22 oktober 1969 | CDU                          | Erhard II    |
| 3     | Kurt Georg Kiesinger (1966–1969)                                                             | Kiesinger                                                                                    | Hans Katzer                                                                                  | Hans Katzer (1919–1996)       | 26 oktober 1965   | 22 oktober 1969 | CDU                          |              |
| 4     |                                                                                              | Walter Arendt                                                                                | Walter Arendt (1925–2005)                                                                    | 22 oktober 1969               | 14 december 1976  | SPD             | Willy Brandt (1969–1974)     | Brandt I     |
| 4     | Brandt II                                                                                    | Walter Arendt                                                                                | Walter Arendt (1925–2005)                                                                    | 22 oktober 1969               | 14 december 1976  | SPD             | Willy Brandt (1969–1974)     |              |
| 4     | Walter Scheel (1974)                                                                         | Walter Arendt                                                                                | Walter Arendt (1925–2005)                                                                    | 22 oktober 1969               | 14 december 1976  | SPD             |                              |              |
| 4     | Helmut Schmidt (1974–1982)                                                                   | Walter Arendt                                                                                | Walter Arendt (1925–2005)                                                                    | 22 oktober 1969               | 14 december 1976  | SPD             | Schmidt I                    |              |
| 5     | Helmut Schmidt (1974–1982)                                                                   |                                                                                              | Herbert Ehrenberg                                                                            | Herbert Ehrenberg (1926–2018) | 14 december 1976  | 28 april 1982   | SPD                          | Schmidt II   |
| 5     | Helmut Schmidt (1974–1982)                                                                   | Schmidt III                                                                                  | Herbert Ehrenberg                                                                            | Herbert Ehrenberg (1926–2018) | 14 december 1976  | 28 april 1982   | SPD                          |              |
| 6     | Helmut Schmidt (1974–1982)                                                                   |                                                                                              | Heinz Westphal                                                                               | Heinz Westphal (1924–1998)    | 28 april 1982     | 1 oktober 1982  | SPD                          |              |
| 7     |                                                                                              | Norbert Blüm                                                                                 | Norbert Blüm (1935–2020)                                                                     | 1 oktober 1982                | 27 oktober 1998   | CDU             | Helmut Kohl (1982–1998)      | Kohl I       |
| 7     | Kohl II                                                                                      | Norbert Blüm                                                                                 | Norbert Blüm (1935–2020)                                                                     | 1 oktober 1982                | 27 oktober 1998   | CDU             | Helmut Kohl (1982–1998)      |              |
| 7     | Kohl III                                                                                     | Norbert Blüm                                                                                 | Norbert Blüm (1935–2020)                                                                     | 1 oktober 1982                | 27 oktober 1998   | CDU             | Helmut Kohl (1982–1998)      |              |
| 7     | Kohl IV                                                                                      | Norbert Blüm                                                                                 | Norbert Blüm (1935–2020)                                                                     | 1 oktober 1982                | 27 oktober 1998   | CDU             | Helmut Kohl (1982–1998)      |              |
| 7     | Kohl V                                                                                       | Norbert Blüm                                                                                 | Norbert Blüm (1935–2020)                                                                     | 1 oktober 1982                | 27 oktober 1998   | CDU             | Helmut Kohl (1982–1998)      |              |
| 8     |                                                                                              | Walter Riester                                                                               | Walter Riester (1943)                                                                        | 27 oktober 1998               | 22 oktober 2002   | SPD             | Gerhard Schröder (1998–2005) | Schröder I   |
| Nr.   | Bondsminister van Economie en Arbeid Bundesminister für Wirtschaft und Arbeit                | Bondsminister van Economie en Arbeid Bundesminister für Wirtschaft und Arbeit                | Bondsminister van Economie en Arbeid Bundesminister für Wirtschaft und Arbeit                | Ambtstermijn                  | Ambtstermijn      | Partij(en)      | Bonds- kanselier(s)          | Kabinet(ten) |
| 9     |                                                                                              | Wolfgang Clement                                                                             | Wolfgang Clement (1940–2020)                                                                 | 22 oktober 2002               | 22 november 2005  | SPD             | Gerhard Schröder (1998–2005) | Schröder II  |
| Nr.   | Bondsminister van Volksgezondheid en Sociale Zaken Bundesminister für Gesundheit und Soziale | Bondsminister van Volksgezondheid en Sociale Zaken Bundesminister für Gesundheit und Soziale | Bondsminister van Volksgezondheid en Sociale Zaken Bundesminister für Gesundheit und Soziale | Ambtstermijn                  | Ambtstermijn      | Partij(en)      | Bonds- kanselier(s)          | Kabinet(ten) |
| (9)   |                                                                                              | Ulla Schmidt                                                                                 | Ulla Schmidt (1949)                                                                          | 22 oktober 2002               | 22 november 2005  | SPD             | Gerhard Schröder (1998–2005) | Schröder II  |
| Nr.   | Bondsminister van Arbeid en Sociale Zaken Bundesminister für Arbeit und Soziales             | Bondsminister van Arbeid en Sociale Zaken Bundesminister für Arbeit und Soziales             | Bondsminister van Arbeid en Sociale Zaken Bundesminister für Arbeit und Soziales             | Ambtstermijn                  | Ambtstermijn      | Partij(en)      | Bonds- kanselier(s)          | Kabinet(ten) |
| 10    |                                                                                              | Franz Müntefering                                                                            | Franz Müntefering (1940)                                                                     | 22 november 2005              | 22 november 2007  | SPD             | Angela Merkel (2005–2021)    | Merkel I     |
| 11    |                                                                                              | Olaf Scholz                                                                                  | Olaf Scholz (1958)                                                                           | 22 november 2007              | 28 oktober 2009   | SPD             | Angela Merkel (2005–2021)    | Merkel I     |
| 12    |                                                                                              | Franz Josef Jung                                                                             | Franz Josef Jung (1949)                                                                      | 28 oktober 2009               | 30 november 2009  | CDU             | Angela Merkel (2005–2021)    | Merkel II    |
| 13    |                                                                                              | Ursula von der Leyen                                                                         | Ursula von der Leyen (1958)                                                                  | 30 november 2009              | 17 december 2013  | CDU             | Angela Merkel (2005–2021)    | Merkel II    |
| 14    |                                                                                              | Andrea Nahles                                                                                | Andrea Nahles (1970)                                                                         | 17 december 2013              | 28 september 2017 | SPD             | Angela Merkel (2005–2021)    | Merkel III   |
| [ 5 ] |                                                                                              | Katarina Barleyn                                                                             | Katarina Barley (1968)                                                                       | 28 september 2017             | 14 maart 2018     | SPD             | Angela Merkel (2005–2021)    | Merkel III   |
| 15    |                                                                                              | Hubertus Heil                                                                                | Hubertus Heil (1972)                                                                         | 14 maart 2018                 | 6 mei 2025        | SPD             | Angela Merkel (2005–2021)    | Merkel IV    |
| 15    | Olaf Scholz (2021–2025)                                                                      | Hubertus Heil                                                                                | Hubertus Heil (1972)                                                                         | 14 maart 2018                 | 6 mei 2025        | SPD             | Scholz                       |              |
| 16    |                                                                                              | Bärbel Bas                                                                                   | Bärbel Bas (1968)                                                                            | 6 mei 2025                    | heden             | SPD             | Friedrich Merz (2025–heden)  | Merz         |

## Bondsministers voor Familie, Senioren, Vrouwen en Jeugd Zaken van deBondsrepubliek Duitsland(1991–2025)
| Nr. | Bondsminister voor Familie en Senioren Zaken Bundesminister für Familie und Senioren                                 | Bondsminister voor Familie en Senioren Zaken Bundesminister für Familie und Senioren                                 | Bondsminister voor Familie en Senioren Zaken Bundesminister für Familie und Senioren                                 | Ambtstermijn     | Ambtstermijn     | Partij(en) | Bonds- kanselier(s)          | Kabinet(ten) |
| --- | --- | --- | --- | ---------------- | ---------------- | ---------- | ---------------------------- | ------------ |
| 1   | | Hannelore Rönsch | Hannelore Rönsch (1942)                                                                                              | 18 januari 1991  | 17 november 1994 | CDU        | Helmut Kohl (1982–1998)      | Kohl IV      |
| Nr. | Bondsminister voor Vrouwen en Jeugd Zaken Bundesminister für Frauen und Jugend                                       | Bondsminister voor Vrouwen en Jeugd Zaken Bundesminister für Frauen und Jugend                                       | Bondsminister voor Vrouwen en Jeugd Zaken Bundesminister für Frauen und Jugend                                       | Ambtstermijn     | Ambtstermijn     | Partij(en) | Bonds- kanselier(s)          | Kabinet(ten) |
| (1) | | Angela Merkel | Angela Merkel (1954)                                                                                                 | 18 januari 1991  | 17 november 1994 | CDU        | Helmut Kohl (1982–1998)      | Kohl IV      |
| Nr. | Bondsminister voor Familie, Senioren, Vrouwen en Jeugd Zaken Bundesminister für Familie, Senioren, Frauen und Jugend | Bondsminister voor Familie, Senioren, Vrouwen en Jeugd Zaken Bundesminister für Familie, Senioren, Frauen und Jugend | Bondsminister voor Familie, Senioren, Vrouwen en Jeugd Zaken Bundesminister für Familie, Senioren, Frauen und Jugend | Ambtstermijn     | Ambtstermijn     | Partij(en) | Bonds- kanselier(s)          | Kabinet(ten) |
| 2   | | Claudia Nolte | Claudia Nolte (1966)                                                                                                 | 17 november 1994 | 27 oktober 1998  | CDU        | Helmut Kohl (1982–1998)      | Kohl V       |
| 3   | | Christine Bergmann                                                                                                   | Christine Bergmann (1939)                                                                                            | 27 oktober 1998  | 22 oktober 2002  | SPD        | Gerhard Schröder (1998–2005) | Schröder I   |
| 4   | | Renate Schmidt | Renate Schmidt (1943)                                                                                                | 22 oktober 2002  | 22 november 2005 | SPD        | Gerhard Schröder (1998–2005) | Schröder II  |
| 5   | | Ursula von der Leyen                                                                                                 | Ursula von der Leyen (1956)                                                                                          | 22 november 2005 | 30 november 2009 | CDU        | Angela Merkel (2005–2021)    | Merkel I     |
| 5   | Merkel II | Ursula von der Leyen                                                                                                 | Ursula von der Leyen (1956)                                                                                          | 22 november 2005 | 30 november 2009 | CDU        | Angela Merkel (2005–2021)    |              |
| 6   | | Kristina Schröder | Kristina Schröder (1977)                                                                                             | 30 november 2009 | 17 december 2013 | CDU        | Angela Merkel (2005–2021)    |              |
| 7   | | Manuela Schwesig | Manuela Schwesig (1974)                                                                                              | 17 december 2013 | 2 juni 2017      | SPD        | Angela Merkel (2005–2021)    | Merkel III   |
| 8   | | Katarina Barleyn | Katarina Barley (1968)                                                                                               | 2 juni 2017      | 14 maart 2018    | SPD        | Angela Merkel (2005–2021)    | Merkel III   |
| 9   | | Franziska Giffey | Franziska Giffey (1978)                                                                                              | 14 maart 2018    | 20 mei 2021      | SPD        | Angela Merkel (2005–2021)    | Merkel IV    |
| 10  | | Christine Lambrecht                                                                                                  | Christine Lambrecht (1965)                                                                                           | 20 mei 2021      | 8 december 2021  | SPD        | Angela Merkel (2005–2021)    | Merkel IV    |
| 11  | | Anne Spiegel | Anne Spiegel (1980)                                                                                                  | 8 december 2021  | 25 april 2022    | B'90/DG    | Olaf Scholz (2021–2025)      | Scholz       |
| 12  | | Lisa Paus | Lisa Paus (1968) | 25 april 2022    | 6 mei 2025       | B'90/DG    | Olaf Scholz (2021–2025)      | Scholz       |